# Ахмед Муса
Ахмед Муса (на английски: Ahmed Musa) е нигерийски футболист, играещ като нападател или крило. Играе за Кано. Муса е капитан на нигерийския национален отбор, като има над 100 мача за „суперорлите“.

## Кариера
Кариерата му започва през 2008 в ДЖУТ. През 2009 преминава в Кано Пиларс, като става голмайстор на първенството с 18 гола. Това е и рекорд за най-много вкарани голове за един сезон. По-късно този рекорд е подобрен от Джуде Енеке, който вкарва 20. През лятото на 2010 преминава във ВВВ Венгло. На 5 септември 2010 дебютира за националния тим на Нигерия, а на 30 октомври и за ВВВ. В края на годината е в Топ 10 на най-добрите футболисти в страната. През 2011 участва на световното първенство за младежи до 20 години, където достига 1/4 финал. В началото на 2012 е привлечен в ЦСКА Москва срещу 5 млн. евро.
На 19 януари взима фланелка с номер 18. Дебютира на 26 февруари срещу Реал Мадрид. На 3 март 2012 вкарва първият си гол за „армейците“. Той е срещу Зенит. Това се оказва и единственият му гол през сезона. През сезон 2012/13 започва да играе като централен нападател поради травмата на Сейду Думбия. Става и основен голмайстор на отбора, вкарвайки 11 гола през сезона. След възстановяването на Думбия Муса по-често играе като крило. През февруари 2013 г. с националния отбор на Нигерия печели Купата на африканските нации.
През 2014 г. участва на световното първенство в Бразилия и става голмайстор на нигерийския тим. На 11 октомври 2015 г. е избран за капитан на „Суперорлите“, ставайки най-младият играч, носил лентата. По това време Муса е на 22 години и 362 дни.

## Източнци
1. ↑   www.sportal.bg, архив на оригинала от 17 април 2012, https://web.archive.org/web/20120417115206/http://www.sportal.bg/news.php?news=343486, посетен на 10 януари 2012